# 3092 Herodotus
3092 Herodotus eller 6550 P-L är en asteroid i huvudbältet som upptäcktes den 24 september 1960 av den nederländsk-amerikanske astronomen Tom Gehrels och det nederländska astronomparet Ingrid van Houten-Groeneveld och Cornelis Johannes van Houten vid Palomarobservatoriet. Den är uppkallad efter Herodotos.
Asteroiden har en diameter på ungefär 30 kilometer.